# دراغان جاجيك
دراغان جاجيك (بالسلوفينية: Dragan Gajić) ولد في (21 يوليو 1984) هو لاعب كرة يد سلوفيني يلعب في الدوري الفرنسي لصالح نادي مونبلييه ومنتخب سلوفينيا في مركز الجناح الأيمن.

## الجوائز
أفضل هداف في بطولة أوروبا للأندية برصيد 72 هدفاً.